# Polygonatum macranthum
Polygonatum macranthum là một loài thực vật có hoa trong họ Măng tây. Loài này được (Maxim.) Koidz. miêu tả khoa học đầu tiên năm 1919.